# Super Mario Land 2: 6 Golden Coins
Super Mario Land 2: 6 Golden Coins (スーパーマリオランド2 6つの金貨 Sūpā Mario Rando Tsū Muttsu no Kinka?) är ett plattformsspel till Game Boy, utvecklat och publicerat av Nintendo. Det släpptes i Japan den 21 oktober 1992, i Nordamerika den 2 november 1992 och i Europa den 28 januari 1993. Liksom dess föregångare, Super Mario Land, skapades Super Mario Land 2 av Hiroji Kiyotake istället för Mario-seriens skapare, Shigeru Miyamoto.
I Super Mario Land 2 tar spelaren upp rollen som protagonisten Mario, vars främsta mål är att återta sitt slott, som har blivit ockuperat av antagonisten Wario. För att ta sig förbi det magiska sigill som Wario har placerat över slottets ingång, måste spelaren först samla sex gyllene mynt, som vaktas av bossar på olika platser i spelet.
Man kan fritt röra sig mellan banorna, och det finns en spelhall där man kan växla sina vanliga mynt mot en chans att få extraliv eller power-ups.
Super Mario Land 2 är också debuten för Wario, som senare blev protagonisten i Wario Land, en spin-off-serie från Super Mario Land 2. Det första Wario Land-spelet var Wario Land: Super Mario Land 3.